# Paralimna reticulata
Paralimna reticulata är en tvåvingeart som beskrevs av Timothy M. Cogan 1968. Paralimna reticulata ingår i släktet Paralimna och familjen vattenflugor.
Artens utbredningsområde är Madagaskar. Inga underarter finns listade i Catalogue of Life.